# Прем'єр-ліга Бутану
Прем'єр-ліга Бутану (англ. Bhutan Premier League) — найвищий футбольний турнір Бутану. Ліга була заснована 2012 року замість А-дивізіону, як спробу створити справді національний турнір. А-дивізіон продовжує існувати під назвою Ліга Тхімпху, однак зараз вона є кваліфікаційним турніром Національної ліги для команд, що базується на Тхімпху. Національна ліга взяла на себе відповідальність за кваліфікацію командам Бутану до континентальних змагань і переможець в даний час отримує путівку на Кубок АФК.

## Формат
Національна ліга — окремий футбольний турнір, який має статус найвищого футбольного дивізіону в Бутані. Він складається з шести команд, три з яких представляють столицю Тхімпху, а решта — з інших районів. Команди зі столиці змагаються в Лізі Тхімпху, яка раніше була провідною лігою в країні (під назвою А-дивізіон), однак зараз вона є кваліфікаційним турніром для національної ліги і три призери цього турніру отримають право на участь в Національній лізі. Для регіональних команд немає кваліфікаційного раунду.
Конкуруючі команди в Національній лізі грають один з одним двічі: вдома та на виїзді. Раніше, коли А-дивізіон був найвищою лігою країни, всі матчі грались на стадіоні «Чанглімітанг», національному стадіоні країни, що робило відмінності між матчами «вдома» та «на виїзді» несуттєвими. Тепер же, незважаючи на те, що команди з Тхімпху як і раніше грають свої матчі на цій арені, регіональні команди свої власні стадіони.
За перемогу в матч команді дається три очки, одне — за нічию та нуль за поразку. Команда з найбільшою кількістю очок в кінці сезону оголошується чемпіоном Бутану та представляє країну в міжнародних змаганнях. Якщо дві команди закінчують з рівною кількістю очок, то для визначення переможця використовується різниця голів. При рівності і цього показника чемпіон визначається за кількістю забитих голів.
У турніру відсутнє поняття підвищення і пониження у класі. Команди, що базуються у Тхімпху, кожен сезон заново виборюють право на участь у турнірі на підставі їх результатів у Лізі Тхімпху, а минулі результати в Національній лізі не впливають на те, чи буде команда виступати в ньому у наступному сезоні. Тому може статись ситуація, що команда, яка виступає у континентальних змаганнях АФК, не виступатиме у Національній лізі.

## Історія
Спроба створити в Бутані футбольний чемпіонат відбулась ще у 1986 році, коли була створена повноцінна ліга з 10 команд, проте немає інформації про його проведення протягом наступних майже десяти років. Далі в період з 1996 по 2000 роки існувала деяка форма організованого футболу, але незрозуміло чи брали в ньому участь клуби з-поза Тхімпху. В 2001 році було створено A-дивізіон. Перший сезон по суті мав форму національного змагання і був схожий на нинішній формат Національної ліги, проте поступово турнір знову втратив форму загальнонаціонального.
У 2011 році А-дивізіон був зігранив в одне коло як кваліфікаційний в очікуванні створення Національної ліги, але цей турнір так і не пройшов, і тільки в 2012 році відбувся перший розіграш Національної ліги, в якій взяло участь шість команд — трьох найкращих команд з A-дивізіону, та трьох клубів з іншого регіону. Переможцем став столичний клуб «Їдзін».
Проте команди з-за меж столиці незабаром довели, що вони зможуть конкурувати з тими, хто мав значно більший досвід, оскільки «Угьєн Екедемі» з Пунакха стала першою нестоличною командою, щоб здобула титул.
Проте наступного року ситуація для нестоличних клубів погіршилась, оскільки клуб «Самце» перестав брати участь у Національній лізі з сезону 2013 року і того року чотири клуби представляли столицю. Наступного року припинив участь ще один регіональний клуб «Пхунчолінг», проте йому на зміну був включений «Бутан Клірінг» і ситуація не змінилась. Тим не менш турнір став відмінним тим, що його переможець отримав право зіграти в кваліфікаційному раунді Кубка АФК на наступний сезон, оскільки Кубок президента АФК, в який потрапляли чемпіони Бутану, 2014 року провів свій останній розіграш.
З сезону 2015 року формат три столичні клуби на три регіональні відновився з появою команди «Паро Юнайтед».

## Чемпіони
| Сезон   | Чемпіон             | Срібний призер      | Бронзовий призер    |
| ------- | ------------------- | ------------------- | ------------------- |
| 2024    | «Паро»              | «Транспорт Юнайтед» | «Тхімпху Сіті»      |
| 2023    | «Паро»              | «Тхімпху Сіті»      | ?                   |
| 2022    | «Паро»              | «Тхімпху Сіті»      | «Друк Лхаюл»        |
| 2021    | «Паро»              | «Тхімпху Сіті»      | «Транспорт Юнайтед» |
| 2020    | «Тхімпху Сіті»      | «Уг'єн Академі»     | «Паро»              |
| 2019    | «Паро»              | «Транспорт Юнайтед» | «Тхімпху Сіті»      |
| 2018    | «Транспорт Юнайтед» | «Паро»              | «Тхімпху Сіті»      |
| 2017    | «Транспорт Юнайтед» | «Тхімпху Сіті»      | «Уг'єн Академі»     |
| 2016    | «Тхімпху Сіті»      | «Друк Юнайтед»      | «Уг'єн Академі»     |
| 2015    | «Тертон»            | «Тхімпху»           | «Тхімпху Сіті»      |
| 2014    | «Друк Юнайтед»      | «Уг'єн Академі»     | «Тхімпху Сіті»      |
| 2013    | «Уг'єн Академі»     | «Їдзін»             | «Тхімпху Сіті»      |
| 2012–13 | «Їдзін»             | «Друкпол»           | «Уг'єн Академі»     |